# Материалы по четвертичному периоду СССР
Материалы по четвертичному периоду СССР — советское серийное научное издание, сборники статей по вопросам изучения четвертичного геологического периода (четвертичная геология, палеогеография, археология, антропология, палеопочвы и пр.). Издания были подготовлены Комиссией по изучению четвертичного периода АН СССР.

## История
В 1936 г. в Вене состоялась 3-я конференция INQUA. От СССР на конференции присутствовали два делегата — А. А. Блохин и Г. Ф. Мирчинк. Советские ученые подготовили специальный сборник своих докладов под названием «Материалы по четвертичному периоду СССР», который был издан в СССР и опубликован на русском и немецком языках. Только учёные из СССР подготовили сборник работ по четвертичному периоду.

## Выпуски
Оглавления трёх выпусков.

### 1936
Специальный сборник к докладам советской делегации на 3 конференции Международной ассоциации по изучению четвертичного периода.
Издание НКТП СССР и Главного Геологического Управления СССР. Главная редакция геолого-разведочной и геодезической литературы.
К докладам советской делегации на III конференции Международной Ассоциации по изучению четвертичного периода (Советская секция INQUA).
- Главный редактор — Блохин, Алексей Александрович.
- Председатель Советской секции INQUA — Губкин, Иван Михайлович.

### 2 выпуск 1950
Сборник материалов о границе между третичной и четвертичной системами, история четвертичной фауны позвоночных, история ископаемого человека, происхождение континентальных отложений, неотектоника.

### 3 выпуск 1952
Выпуск сборника об исследованиях четвертичной флоры и палеогеографии